# Evgeni Kisurin
Evgeni Vladimirovitch Kisurin (en russe : Евгений Владимирович Кисурин), né le 28 janvier 1969 à Novossibirsk en République socialiste fédérative soviétique de Russie, est un ancien joueur russe de basket-ball évoluant au poste d’ailier fort. Il est aujourd'hui entraîneur.

## Palmarès
- Finaliste du championnat du monde 1994
- Finaliste du championnat du monde 1998
- 3e du championnat d'Europe 1997